# Edda Vermond
Edda Vermond fue una actriz de cine, radio, teatro y televisión argentina.

## Carrera
Vermond fue una distinguida actriz de reparto que, forjada en el teatro vocacional, incursionó en dos films durante la época dorada del cine argentino junto a primeras figuras de la escena nacional como Alba Mujica, Jorge Salcedo, Enzo Viena, Corrado Corradi, Jesús Pampín, Susana Mayo y Mario Savino, entre otros.
Con el Grupo teatral El Juglar, por el que pasaron artistas como Federica Lenz, Martha Quinteros, Jorge Morán, Enrique Herrero y Duilio Marzio, presentó decenas de obras durante la década de 1940.

## Filmografía
- 1949: El cerco
- 1949: Salitre[3]

## Radio
En  radio se lució en un radioteatro de 1959 como pareja del actor Jorge Salcedo por Radio Belgrano.

## Televisión
Protagonizó  las novelas Teatro del mundo  y Guárdeme el secreto junto a Jorge Salcedo y Miguel Ligero.
En 1960 hizo Moda TV y Vestir a la mujer, esta última con un elenco rotativo que incluía a las actrices Menchu Quesada y Josefina Ríos. Ambas emitidas por Canal 7. También actuó en la novela Después de la noche, junto con José María Langlais y Lydia Lamaison.

## Teatro
- La antorcha bajo el almud (1949), dirigida por Hugo Marín con escenografías de Horacio Sidney, junto a un elenco formado por Octavio De Santis, Mónica Beyró, Francisco Mazza Leiva, Laura Claire, Horacio Sidney, Andrea Sandors, Raquel Fux y Jorge Massip.
- Fin de semana (1948), de Noel Coward, con el Grupo El Juglar bajo la dirección artística de Francisco Silva, integrado por Eleonora Parvi, Nené Orlando, Duilio Marzio, Mario Cueva, Irene Leyral, Juan Mirabelli.

## Vida privada
En la década de 1960 tuvo una sonada relación con el primer actor Jorge Salcedo.